# ガス・ソネンバーグ
ガス・ソネンバーグ（Gus Sonnenberg、グスタフ・アドルフ・ゾネンベルク、Gustave Adolph Sonnenberg、1898年3月6日 - 1944年9月9日）は、ドイツ系のアメリカンフットボール選手、プロレスラーで、元世界ヘビー級チャンピオン。
レスラーとしてはナショナル・レスリング・アソシエーション（NWA）認定世界ヘビー級チャンピオンになってもいるが、1923年から1930年まではナショナル・フットボール・リーグ（NFL）でもプレーし、バッファロー・オールアメリカンズ、コロンバス・タイガース、デトロイト・パンサーズ、プロビデンス・スチーム・ローラーなどで活躍した。
ミシガン州ユーエンで生まれたゾンネンバーグは、ミシガン州グリーンガーデンの農場で育った。1912年から1915年までマーケット・ハイスクールでフットボールをプレーし、1915年にはマーケットが6勝0敗でアッパー・ペニンシュラ・チャンピオンシップに輝いたチームでプレーした。 1916年にダートマス・カレッジに進み、1年目で中退したが、1919年に2年目に戻り、デトロイト・マーシー大学に編入して卒業した。

## レスリングの優勝と実績
- American Wrestling Association (ボストン版)
  - AWA世界ヘビー級王座 (ボストン版) (2度獲得)
- National Wrestling Association
  - 統一世界ヘビー級王座 (1回)
- プロレスリング殿堂
  - 2007年、パイオニア時代のプロレスラーとしてプロレス殿堂入り
- Wrestling Observer Newsletter
  - Wrestling Observer Newsletter 殿堂 (2012年度)[2]